# Taherpur
Taherpur é um cidade no distrito de Nadia, no estado indiano de Bengala Ocidental.

## Demografia
Segundo o censo de 2001, Taherpur tinha uma população de 20 060 habitantes. Os indivíduos do sexo masculino constituem 51% da população e os do sexo feminino 49%. Taherpur tem uma taxa de literacia de 80%, superior à média nacional de 59,5%: a literacia no sexo masculino é de 84% e no sexo feminino é de 76%. Em Taherpur, 9% da população está abaixo dos 6 anos de idade.